# Cyrtandra areolata
Cyrtandra areolata är en tvåhjärtbladig växtart som först beskrevs av Otto Stapf, och fick sitt nu gällande namn av Brian Laurence Burtt. Cyrtandra areolata ingår i släktet Cyrtandra och familjen Gesneriaceae.

## Underarter
Arten delas in i följande underarter:
- C. a. areolata
- C. a. grandis